# 山川邦夫
山川 邦夫（やまかわ くにお、1915年10月4日 - 1966年10月24日）は、日本の内科学者、医学博士。専門は循環器病学。東京都生まれ。父は内科学者の山川章太郎。弟は生化学者で東京大学名誉教授の山川民夫。姪は科学ジャーナリストの大熊由紀子。義従弟（母の妹の長女の夫）は佐々学。

## 経歴
- 旧制宮城県仙台第二中学校、旧制第二高等学校卒業
- 1940年 - 東京帝国大学医学部卒業
- 1950年 - 同医学部第一内科教室助手（教授柿沼昊作）
- 1957年 - 順天堂大学医学部第二内科講座教授
- 1966年 - 順天堂大学医学部付属病院副院長。心筋梗塞のため自宅で急逝、享年51。墓所は多磨霊園。

## 参考資料
- 山川邦夫教授業績集、順天堂大学医学部山川内科門下生編（代表　北村和夫）1971.10